# Adalberto di Como
Adalberto da Como (... – VII secolo) è stato un vescovo italiano oriundo dell'Illiria.
Fu il quindicesimo vescovo di Como ed è venerato come santo dalla Chiesa cattolica.
Secondo Paolo Giovio era oriundo dell'Illiria. Resse la diocesi nei primi anni del dominio longobardo, i quali andavano saccheggiando i paesi dell'alto lago, con particolare riferimento a Samolaco ed all'Oratorio di San Fedele.

## Culto
Il culto è testimoniato fin da epoca antica. Nell'alto medioevo, ad Adalberto venne dedicata la più antica chiesa di Tirano, oggi scomparsa. Tra l'VIII e il IX secolo seguì la prima chiesa di Grandate, posta ai margini della strada romana tra Milano e Como.
Venne sepolto nella basilica di Sant'Abbondio, sotto l'altare, e nel 1590 fu riesumato e le sue reliquie furono divise fra il Duomo ed il Convento dei Domenicani.
Nella detta basilica, antica cattedrale di Como, è conservato un ciclo di affreschi, forse risalenti al XII secolo, raffiguranti, probabilmente, le storie di Rubiano e Adalberto, allora entrambi ivi sepolti.
Viene commemorato il 3 giugno.